# Liang pi
El liang pi o liangpi es un plato chino de fideos elaborados con almidón de guisante o con soja verde. Es una especialidad originaria de la provincia china de Shaanxi, pero se ha extendido a otras muchas regiones chinas, especialmente del norte y el centro.
La periodista del New York Times Julia Moskin describe el liangpi como «un plato de fideos fríos en una salsa que tiene todos los tipos de sabores posibles (dulce, ácido, picante, herbal, almendrado y docenas más).»

## Preparación
Liangpi significa literalmente ‘piel fría’, aunque no incluye ingrediente de origen animal alguno. Hay varias formas de preparar el plato, algunas de ellas bastante interesantes.
Primero se elabora una masa blanda con harina de trigo o arroz añadiendo agua y un poco de sal. La masa se pone entonces en un cuenco, añadiendo más agua para «enjuagarla» hasta que ésta se satura del almidón, volviéndose blanquecina. Se retira la masa restante y el cuenco se deja reposar toda la noche en un lugar fresco para permitir que el almidón disuelto se precipite.
El día siguiente se tendrá una especie de pasta de almidón en el fondo del cuenco con un líquido más o menos claro arriba que debe descartarse. Una vez el líquido se ha retirado, se puede verter una pequeña cantidad de pasta en un plato llano o bandeja, extendiéndola uniformemente en una capa fina. El plato entero se pone dentro de un cuenco grande lleno de agua hirviendo, donde se cuece al vapor un par de minutos. La torta resultante se corta en trozos largos vagamente parecidos a fideos.

## Tipos
Los Hanzhong liang pi (汉中凉皮) o Hanzhong mian pi (汉中面皮), llamados así por la ciudad de Hanzhong (suroeste de Shaanxi) son liang pi al vapor con ajo y aceite de guindilla.
Los majiang liang pi (麻酱凉皮) son liang pi guarnecidos con pepino en juliana y una salsa hecha con sal, vinagre, aceite de guindilla y especialmente pasta de sésamo negro, por la que recibe su nombre (majiang, 麻酱).